# Притча о брачном пире
Притча о брачном пире — одна из притч Иисуса Христа о Царствии Небесном, содержащаяся в евангелиях от Матфея и Луки. В ней Царство Небесное уподобляется человеку, который созывал званных на брачный пир своего сына, но те отказались. Тогда созваны были все прочие, которые пришли и возлежали на пиру, но один из них, одетый неподобающе, был изгнан:

Иисус, продолжая говорить им притчами, сказал: Царство Небесное подобно человеку царю, который сделал брачный пир для сына своего и послал рабов своих звать званых на брачный пир; и не хотели прийти. Опять послал других рабов, сказав: скажите званым: вот, я приготовил обед мой, тельцы мои и что откормлено, заколото, и всё готово; приходите на брачный пир. Но они, пренебрёгши то̀, пошли, кто на поле своё, а кто на торговлю свою; Прочие же, схватив рабов его, оскорбили и убили их. Услышав о сём, царь разгневался, и, послав войска свои, истребил убийц оных и сжёг город их. Тогда говорит он рабам своим: брачный пир готов, а званые не были достойны; Итак пойдите на распутия и всех, кого найдёте, зовите на брачный пир. И рабы те, выйдя на дороги, собрали всех, кого только нашли, и злых и добрых; и брачный пир наполнился возлежащими. Царь, войдя посмотреть возлежащих, увидел там человека, одетого не в брачную одежду, И говорит ему: друг! как ты вошёл сюда не в брачной одежде? Он же молчал. Тогда сказал царь слугам: связав ему руки и ноги, возьмите его и бросьте во тьму внешнюю; там будет плач и скрежет зубов; Ибо много званых, а мало избранных. 
— Мф. 22:1-14

Он же сказал ему: один человек сделал большой ужин и звал многих, и когда наступило время ужина, послал раба своего сказать званым: идите, ибо уже всё готово. И начали все, как бы сговорившись, извиняться. Первый сказал ему: я купил землю и мне нужно пойти посмотреть её; прошу тебя, извини меня. Другой сказал: я купил пять пар волов и иду испытать их; прошу тебя, извини меня. Третий сказал: я женился и потому не могу прийти. И, возвратившись, раб тот донёс о сём господину своему. Тогда, разгневавшись, хозяин дома сказал рабу своему: пойди скорее по улицам и переулкам города и приведи сюда нищих, увечных, хромых и слепых. И сказал раб: господин! исполнено, как приказал ты, и ещё есть место. Господин сказал рабу: пойди по дорогам и изгородям и убеди прийти, чтобы наполнился дом мой. Ибо сказываю вам, что никто из тех званых не вкусит моего ужина, ибо много званых, но мало избранных.
— Лк. 14:16-24

## Богословское толкование
Святитель Феофилакт Болгарский, рассуждая о притче, даёт приведённым в ней образам следующие значения:
- Человек царь — Бог.Притча о брачном пире. Картина XXI века
- Брачный пир — пиршество духовное, соединение со Христом.
- Сын (жених) — Христос.
- Невеста — Церковь и всякая душа.
- Рабы, посланные вначале — Моисей и современные ему святые.
- Званные — евреи, которые не поверили Моисею, но огорчали Бога в пустыне сорок лет и в дальнейшем не восхотели принять слово Божие и радость духовную. Некоторые из них не пошли на убийство пророков, но также не слушали их, и предпочли жизни духовной жизнь сластолюбивую и плотскую, что и значит «ушли на поле своё», или же удалились на торговлю, то есть предались корыстолюбию.
- Рабы, посланные второй раз — пророки, такие как Исайя, которого убили, Иеремия, которого повергли в грязный ров.
- Тельцы и откормленное — Ветхий и Новый Заветы. Ветхий обозначается тельцами, так как в нём приносились жертвы из животных, а Новый означается хлебным заготовлением, ибо ныне на алтаре мы приносим хлебы; их можно назвать хлебным приношением, так как они изготовляются из муки. Таким образом Бог призывает нас к вкушению благ и Ветхого, и Нового Завета.
- Войска, истребившие званных — римляне, которые погубили непокорных иудеев, сожгли их город Иерусалим.
- Рабы, посланные третий раз — апостолы.
- Званные на распутьях — язычники, ходившие прежде ложными путями. Апостолы же, выйдя из Иерусалима к язычникам, собрали всех: и злых, и добрых, то есть как исполненных всякими пороками, так и более умеренных, которых называют «добрыми» по сравнению с первыми.
- Человек, одетый не в брачную одежду — тот, кто не облёкся в одежду милосердия, благости и братолюбия, обольщающий себя тщетными надеждами получить Царство Небесное и высоко думая о себе.
- Связывание рук и ног — неспособности души к действию. Тем показано, что в настоящем веке мы можем поступать и действовать так или иначе, а в будущем силы душевные будут связаны, и нельзя нам будет сотворить какое-либо добро для умилостивления за грехи.
- Скрежет зубов — бесплодное раскаяние.

Он же поясняет ряд ключевых моментов притчи:

Подобно притче о винограднике, и эта притча изображает неверие иудеев, только первая притча говорит о смерти Христа, а эта — о брачной радости, то есть о воскресении. Кроме того, обличаются здесь более тяжкие грехи иудеев, чем в первой притче. Там, когда у них требовали плодов, они убили требовавших, а здесь совершают убийство, когда их приглашают на пир…
Здесь ты спросишь: как это даётся повеление «зовите званных», — если они званы, то зачем ещё звать их? Но знай, что каждый из нас по природе призван к добру, призван разумом, своим врождённым наставником. Но Бог посылает ещё и внешних учителей, чтобы они внешним словом созвали тех, кто уже зван по природе…
Вход на брачный пир происходит без различия: все мы, добрые и злые, призваны только по благодати. Но затем жизнь подлежит испытанию, которое царь производит тщательно, и жизнь многих оказывается осквернённою. Содрогнёмся же, братья, помыслив, что у кого не чиста жизнь, для того бесполезна и вера. Таковой не только извергается из брачного чертога, но и посылается в огонь…
Производя допрос недостойного, Господь показывает, во-первых, что он человеколюбив и справедлив, а во-вторых, что и мы не должны никого осуждать, хотя бы кто, очевидно, и согрешал, если таковой открыто не изобличён в суде…
«Много званных», то есть Бог призывает многих, точнее, всех, но «мало избранных», немного спасающихся, достойных избрания от Бога. От Бога зависит избрание, но стать избранными или нет — это наше дело. Господь этими словами даёт иудеям знать, что о них сказана притча: они были призваны, но не избраны, как непослушные.

Митрополит Антоний (Сурожский) указывает также на характер слабостей человека, заключённых в притче:

Не так ли бывает часто с нами и по отношению к Богу и по отношению друг ко другу? Когда чужую радость — будь то Божию, будь то человеческую — мы можем разделить, чтобы она стала «нашей» радостью, не только приобщиться чужой радости, но присвоить себе хоть какую-то долю её — мы с готовностью идём. Но когда нам надо «только» радоваться чужому счастью, когда, в конечном итоге, радость окажется не нашей, а его — Божией или человеческой, — нам «некогда», мы заняты землёй, у нас своя радость, свой брак; у нас своя земля, своя работа, нам некогда пойти только ликовать, потому что кто-то другой ликует…
Делить горе мы иногда — не всегда — кое-как умеем; а разделить радость бывает очень трудно. Нужно очень много отрешённой, великодушной любви, чтобы уметь радоваться той радости, которая, в конечном итоге, останется собственностью другого, не моей. А вместе с этим если мы не можем радоваться так, то, значит, любви к человеку — или к Богу — у нас очень, очень мало; и оказывается, что мы умеем радоваться только тогда, когда рассчитываем, что радость будет наша, что мы сможем её присвоить.

Вместе с тем, человек, откликнувшийся на призыв Божий и достойно приготовивший себя ко встречи с Ним, не только станет свидетелем «чужой» радости, но и сам разделит её с Богом.